# Randolph Strickland

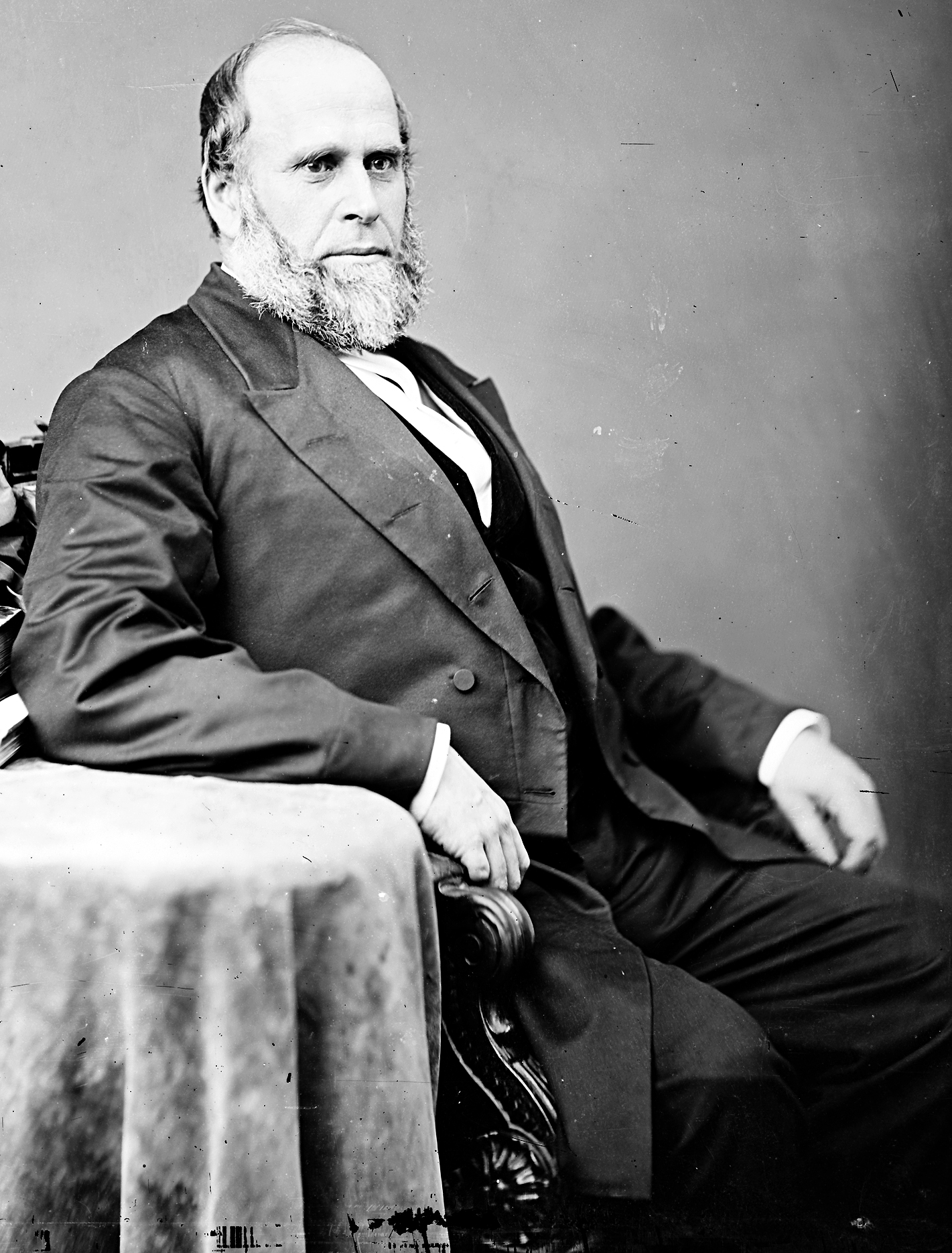
Randolph Strickland

Randolph Strickland (* 4. Februar 1823 in Dansville, Livingston County, New York; † 5. Mai 1880 in Battle Creek, Michigan) war ein US-amerikanischer Politiker. Zwischen 1869 und 1871 vertrat er den Bundesstaat Michigan im US-Repräsentantenhaus.

## Werdegang
Randolph Strickland besuchte die öffentlichen Schulen seiner Heimat und zog im Jahr 1844 nach Michigan, wo er im Ingham County als Lehrer arbeitete. Nach einem Jurastudium und seiner im Jahr 1849 erfolgten Zulassung als Rechtsanwalt begann er in DeWitt in Michigan in seinem neuen Beruf zu arbeiten. Später verlegte er seinen Wohnsitz und seine Kanzlei nach St. Johns. Von 1852 bis 1864 war er Staatsanwalt im Clinton County. Politisch war Strickland Mitglied der Republikanischen Partei. In den Jahren 1861 und 1862 saß er im Senat von Michigan. Während des Bürgerkrieges war er zwischen 1863 und 1865 Leiter der Militärpolizeibehörde (Provost Marshal) im sechsten Kongresswahlbezirk seines Staates. In den Jahren 1856 und 1868 war er Delegierter zu den Republican National Conventions, auf denen John C. Frémont und später Ulysses S. Grant als Präsidentschaftskandidaten nominiert wurden.
Bei den Kongresswahlen des Jahres 1868 wurde Strickland im sechsten Distrikt von Michigan in das US-Repräsentantenhaus in Washington, D.C. gewählt, wo er am 4. März 1869 die Nachfolge von John F. Driggs antrat. Da er im Jahr 1870 von seiner Partei nicht zur Wiederwahl nominiert wurde, konnte er bis zum 3. März 1871 nur eine Legislaturperiode im Kongress absolvieren. In dieser Zeit wurde dort der 15. Verfassungszusatz beraten und verabschiedet. Nach seinem Ausscheiden aus dem Repräsentantenhaus arbeitete Strickland wieder als Anwalt. Er starb am 5. Mai 1880 in Battle Creek und wurde in DeWitt beigesetzt.